# Parerupa
Parerupa là một chi bướm đêm thuộc họ Crambidae.

## Species
- Parerupa africana (Aurivillius, 1910)
- Parerupa bipunctalis (Hampson, 1919)
- Parerupa distictalis (Hampson, 1919)
- Parerupa undilinealis (Hampson, 1919)